# Pohod
Pohod je časopis udruge „Hrvatska za Život”, koji izlazi kao tromjesečnik. 
Prvi broj izašao je početkom veljače 2020. godine u nakladi od 3000 primjeraka. Od početka ožujka 2021. svi prijašnji brojevi postali su dostupni na internetu, a novi brojevi redovito se pojavljuju i u tiskanu i u mrežnu izdanju.
Svaki broj ima 16 stranica na kojima je sadržaj na temu kulture života. Kako piše na njegovoj naslovnoj stranici, časopis je »dar zajednici za izgradnju kulture života«. Od početka 2020. godine, glavni urednik je Krunoslav Puškar uz još četvero članova uredništva. Časopis se sastoji od: razgovora, svjedočanstava, rasprava, reportaža i riječi glavnog urednika. Dijeli se besplatno.